# خورن آبراهامیان
خورن بابکنی آبراهامیان (ارمنی: Խորեն Բաբկենի Աբրահամյան؛ زاده ۱ آوریل ۱۹۳۰ – درگذشته ۱۰ دسامبر ۲۰۰۴) یک بازیگر و کارگردان سینما و تئاتر اهل ارمنستان بود که بین سال‌های ۱۹۴۹ تا ۲۰۰۰ میلادی فعالیت می‌کرد.

## زندگی‌نامه
وی در ۱ آوریل ۱۹۳۰ در ایروان زاده شد و در سال ۱۹۵۱ از انستیتو دولتی سینما و تئاتر ایروان فارغ‌التحصیل گشت. وی برنده جوایزی همچون هنرمند مردمی ارمنستان شوروی، جایزه دولتی اتحاد شوروی، جایزه هنرمند مردمی اتحاد جماهیر شوروی، نشان افتخار مسروپ ماشتوتس مقدس و شهروند افتخاری ایروان شد. وی در ۱۰ دسامبر ۲۰۰۴ در سن ۷۴ سالگی بر اثر حمله قلبی در ایروان درگذشت و در پانتئون کومیتاس به خاک سپرده شد.

## گزیده فیلمشناسی
از فیلم‌ها یا برنامه‌های تلویزیونی که وی در آن نقش داشته‌است می‌توان به آثار زیر اشاره کرد.
- برادران سارویان (۱۹۶۹)
- لرد
- ما کوه‌های خود هستیم (فیلم ۱۹۶۹) (۱۹۶۹)
- The Chronicle of Yerevan Days
- Travail
- ستاره امید (۱۹۷۸)
- Live Long (۱۹۷۹)
- ترانه نخستین عشق (۱۹۵۸)
- قلب مادر (۱۹۵۷)
- آرئویک (۱۹۷۸)
- من شخصا او را می‌شناسم (۱۹۵۷)

## نگارخانه

پلاک خورن آبرهامیان
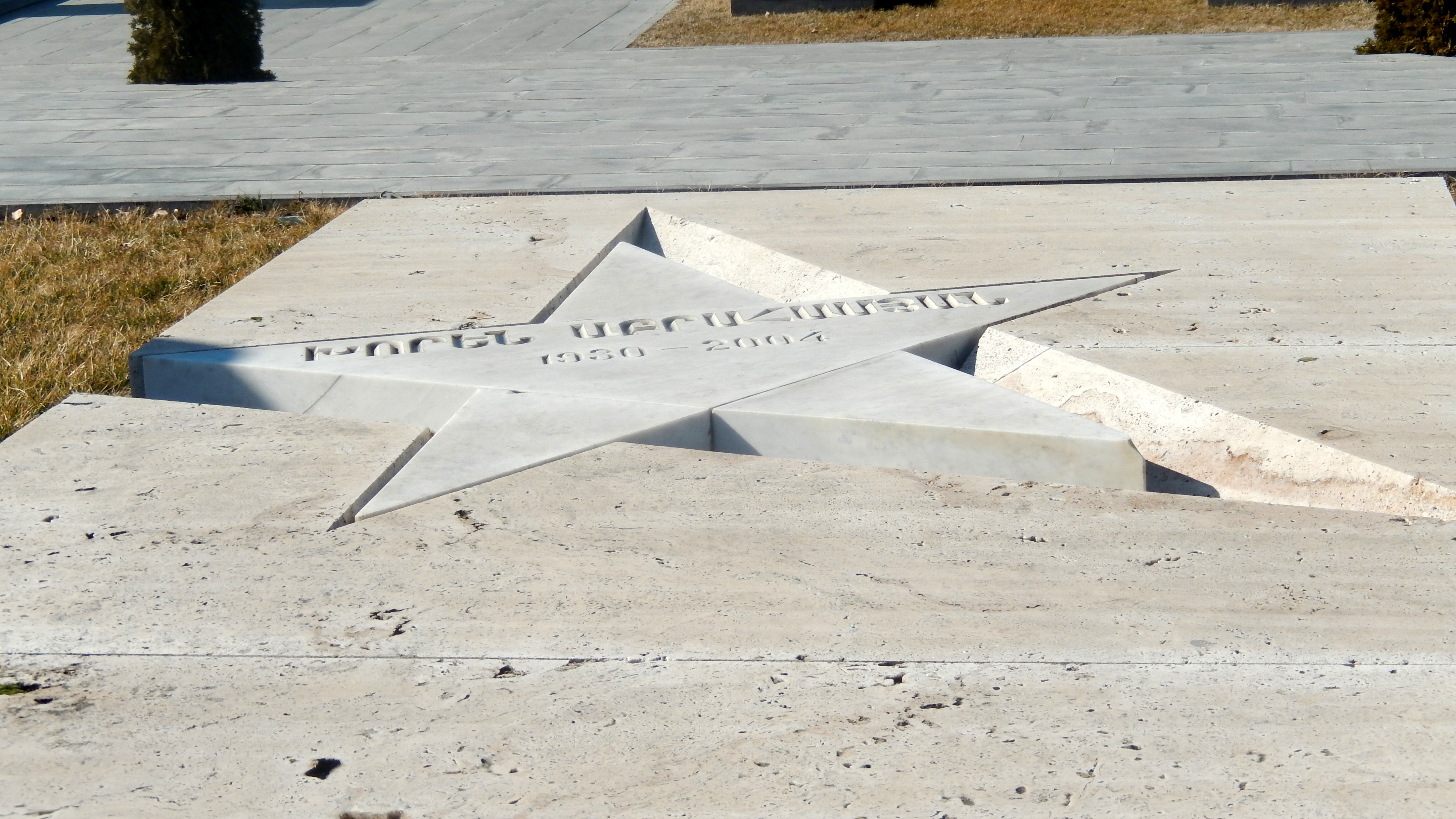
آرامگاه خورن آبراهامیان